# アウトストラーダ A8
アウトストラーダ A8はミラノとヴァレーゼを結び全体がロンバルディア州に含まれるイタリアの高速道路である。この道路はアウトストラーダ A9とセットでアウトストラーダ・デイ・ラーギ(湖のアウトストラーダ)と呼ばれている。
11月15日から4月15日の間はオリッジョ西出入り口とヴァレーゼ西出入り口の区間で冬季装備の義務がある。

## 歴史
この道路の歴史は、アウトストラーダ・デイ・ラーギのページに記載している。

## 現在及び行程
このアウストラーダはギサッロのオーバーパスの続きとしてミラノから始まる。起点は“フィレンツェの交差点”と呼ばれるアウトストラーダ A4とのジャンクション部である。
ライナーテでこのアウストラーダはヴァレーゼ方面に向かい、そこでアウトストラーダ A9はコモ(スイス)方面に分岐する。ガッララーテでアウトストラーダA8はA8/A26分岐路を経由してA26につながる。A8はA60ヴァレーゼ環状線とのジャンクションを超えたところで終わり、そのまま道なりでラッコルド・アウトストラダーレ SS707 ガッツァーダ-ヴァレーゼと名前を変えてヴァレーゼの都心部までつながっている。
現在のアウトストラーダ・デイ・ラーギは、ミラノ方面への多くの通勤交通を支えておりかなり重要な道路である。さらにこの道路は、イタリアから欧州の国々への商品輸送にも必須な経路である。
A8では最近4つの主要な工事がある。ミラノ・マルペンサ空港への接続(スーパーストラーダ・マルペンサ2000)、ライナーテまでの4車線化(ミラノ万博のために実施)、ガッララーテまでの3車線化、そして、A52ミラノ北環状線に接続するロー近郊のフィエラ・ミラノの新ジャンクション建設である。
運営はイタリア高速道路会社に委託されている。この道路には、フィエラ・ミラノとA9とのジャンクションの間のミラノ北料金所と、ガッララーテとカヴァリアの間のガッララーテ北料金所の2つの本線料金所がある。

### 電子速度制御
現在はSafety Tutorシステムによる速度監視が以下の区間で実施されている。
- ミラノ方面は、ガッララーテとレニャーノの間(27.2-13.5km)
- ヴァレーゼ方面は、オリッジョ西とブスト・アルシーツィオの間(12.2-25.6km)

### 行程
公式な距離はミラノを起点としており、A9の起点も同じ場所となっている。この表のミラノ方面の距離は非公式の参考情報である。
| Milano - Varese Autostrada dei Laghi |                                                                                                |      |      |      |                |
| 種別                                 | 方面                                                                                           | ↓km↓ | ↑km↑ | 地域 | 欧州自動車道路 |
|                                      | Milano Viale Certosa Cavalcavia del Ghisallo - San Siro                                        | -1.0 | 43.6 | MI   |                |
|                                      | Torino - Venezia                                                                               | -0.9 | 43.5 | MI   |                |
|                                      | Cascina Merlata Raccordo per A4 Torino e A50                                                   | -    | 42.1 | MI   |                |
|                                      | Fieramilano Tangenziale Nord di Milano                                                         | 2.0  | 40.6 | MI   |                |
|                                      | ミラノ北料金所 料金€ 1.70                                                                      | 5.6  | 38.0 | MI   |                |
|                                      | Tangenziale Ovest di Milano                                                                    | -    | 36.8 | MI   |                |
|                                      | Lainate-Arese                                                                                  | 7.2  | -    | MI   |                |
|                                      | ヴィッロレージ サービスエリア"                                                                 | 7.6  | 35.0 | MI   |                |
|                                      | Lainate 料金 € 0.80                                                                            | 8.1  | 34.5 | MI   |                |
|                                      | Como - Chiasso                                                                                 | 10.3 | 32.3 | MI   |                |
|                                      | Origgio ovest                                                                                  | 14.0 | -    | VA   |                |
|                                      | Legnano Rescaldina東行きのみ出入口あり                                                         | 16.3 | 26.3 | MI   |                |
|                                      | Castellanza                                                                                    | 18.0 | 24.6 | VA   |                |
|                                      | Busto Arsizio SS 336 dell'aeroporto di Malpensa Aeroporto di Milano-Malpensa                   | 24.5 | 18.2 | VA   |                |
|                                      | Lentate sul Seveso Solbiate Olona                                                              | 26.0 | 15.0 | VA   |                |
|                                      | Gallarate € 0.80 ミラノ方面のみ                                                                | 29.9 | 12.7 | VA   |                |
|                                      | Gravellona Toce - Genova                                                                       | 30.9 | 11.7 | VA   |                |
|                                      | ガッララーテ北料金所 料金 € 1.60                                                               | 31.9 | 11.7 | VA   |                |
|                                      | Cavaria                                                                                        | 33.9 | 8.7  | VA   |                |
|                                      | Solbiate Arno                                                                                  | 35.7 | 6.9  | VA   |                |
|                                      | Castronno                                                                                      | 40.1 | 2.5  | VA   |                |
|                                      | ブルギエラ サービスエリア                                                                      | 40.7 | 1.9  | VA   |                |
|                                      | Tangenziale di Varese Gazzada Schianno Morazzone Varese est                                    | 41.7 | 0.9  | VA   |                |
|                                      | Azzate - Buguggiate Varese ovest del Chiostro di Voltorre - Gavirate - Laveno-Mombello - Luino | 42.0 | 0.6  | VA   |                |
|                                      | Raccordo Gazzada-Varese                                                                        | 42.6 | 0.0  | VA   |                |

注記: アッツァーテ-ブグッジャーテジャンクションのすぐ先でA8は終わり、その先はSS707ガッザーダ-ヴァレーゼ接続路に道路名を変えて、ヴァレーゼの市街地まで4.5km延びている。SS707に切り替わった最初の1.7kmの部分は、当初は片側1車線だったが、1994年に片側2車線になっており、制限速度は110km/hである。ヴァレーゼ方面の道路は1車線部分に近づくにつれて、90km/h、70km/h、50km/hと制限速度が下げられている。残りの区間は片側1車線であるため、制限速度70km/hで追い越し禁止という制約がある。この1車線区間に、一般道に接続するためのヴァレーゼ・ヴィア・ガスパロットという名前の出入口がある(ヴァレーゼ方面は出口のみ、ミラノ方面は入口のみ)。

## 工事
イタリアの閣僚評議会は2004年の補遺4に含まれていたA9の3車線化拡張計画を承認した。工事は2012年7月に完了した。この計画はA8にも影響をおよぼした。ミラノ北本線料金所とA9とのライナーテジャンクションの間、5.577kmから9.99kmの区間が5車線化されるのである。この区間の工事は2015年のミラノ万博区間に限定して2014年7月に始められ2015年5月に終了した。2019年に5車線区間の残りの工事が開始された。

## A8/A26 ガッララーテ-ガッティコ分岐路
A8/A26 ガッララーテ-ガッティコ分岐路は、イタリア高速道路会社が管理しており、ガッララーテの近くでA8に接続し、ガッティコ＝ヴェルーノの町の近くでA26と接続する。西の端ガッティコの近くでこの分岐路はアウトストラーダA26ジェノヴァ方面にシームレスにつながる、また、ランプを経由してA26の北方面にもつながる。A8/A26は、ドモドッソラとシンプロンからミラノとイタリア半島に来る交通を直接接続するように設計・建設された。その道路構造は、ガッララーテからセスト・カレンデ-ヴェルジャーテまで両方向とも片側2車線であり、幹線経路として造られた道はアウトストラーダ・デイ・ラーギの三番目の分岐路として1925年に構想されたものである。1988年に開通したセスト・カレンデ-ヴェルジャーテからガッティコ＝ヴェルーノまでの区間は片側3車線である。
この分岐路は、イタリアのアウトストラーダの内部番号ではA8の分岐路として分岐路D08と分類される。
1999年10月29日の法令n.461は、この分岐路をA8/A26dirと分類した。しかし、標識上にはA26-8もしくはA8/A26と示されており、唯一この区間のオーバーパス特定標識にA8dirという表記を確認することができる。
この道路は、アウトストラーダ・デイ・ラーギの他の部分とは別に、この区間のみの独立した料金体系をとっている。もうひとつの相違点は、この区間のみで距離を示すことである。
A8との接続部から13.5kmの区間で12月20日から4月15日まで冬季装備の義務がある。
| Autostrada A8/A26 Diramazione Gallarate - Gattico |                                                                         |      |      |      |                |
| 種別                                              | 方面                                                                    | ↓km↓ | ↑km↑ | 地域 | 欧州自動車道路 |
|                                                   | Milano - Varese                                                         | 0.0  | 24.0 | VA   |                |
|                                                   | ガッララーテ西料金所                                                    | 2.5  | 21.5 | VA   |                |
|                                                   | Besnate                                                                 | 4.0  | 20.0 | VA   |                |
|                                                   | ヴェルバーノ サービスエリア                                             | 6.1  | 17.9 | VA   |                |
|                                                   | Sesto Calende - Vergiate del Sempione: Lago Maggiore del Lago di Monate | 11.9 | 12.1 | VA   |                |
|                                                   | Castelletto Ticino Ticinese del Sempione: Lago Maggiore                 | 17.9 | 6.1  | NO   |                |
|                                                   | Gravellona Toce - Genova                                                | 24.0 | 0.0  | NO   |                |

この道路の公式の距離は単独で、A8との分岐部を起点としている。表の逆方向の距離は非公式の参考情報である。